# Cédric Lavanne
Cédric Lavanne (né le 13 novembre 1980 à Pointe-à-Pitre) est un athlète français, spécialiste du 110 mètres haies. Licencié à Athlé 78 depuis le mois d'octobre 2013, il a été sélectionné 16 fois en équipe de France A.
Ayant réalisé 13 s 44 à Hérouville-Saint-Clair en juin 2006 et 13 s 51 en juillet 2009, il est sélectionné pour remplacer Ladji Doucouré forfait à Berlin 2009. Il est Champion de France 2006 en 13 s 54.
Lors des championnats de France en salle 2012, il est devancé en finale du 60 mètres haies (7 s 64) par Pascal Martinot-Lagarde (7 s 54) mais finit second devant l'ancien champion du monde Ladji Doucouré (7 s 71).
Fin 2012, il rejoint les Templiers d'Élancourt club de football américain, sport qu'il a pratiqué adolescent. Dans cette discipline il évolue au poste de defensive back. Avec les Templiers il atteint les demi-finales du championnat de France 2013.